# 국군고양병원
국군고양병원(國軍高陽病院)은 국군의무사령부 소속의 국군병원으로 경기도 고양시 벽제동에 위치하고 있다.

## 연혁
- 1974년 12월: 경기도 파주군 광탄면(현 파주시 광탄면)에서 제106야전병원이 창설
- 1984년 9월: 제106야전병원에서 국군벽제병원으로 명칭이 변경
- 1989년 1월: 경기도 파주군 광탄면에서 경기도 고양군 벽제읍 벽제리(현 고양시 덕양구 벽제동)로 이전
- 2011년 7월 1일: 국군벽제병원에서 국군고양병원으로 명칭이 변경

## 진료 과목
내과, 정신건강의학과, 외과, 정형외과, 신경외과, 마취통증의학과, 산부인과, 안과, 이비인후과, 피부과, 비뇨기과, 영상의학과, 응급의학과, 구강악안면외과, 치과보철과, 치과보존과, 구강내과, 한방내과